# Abdrabbuh Mansur Hadi

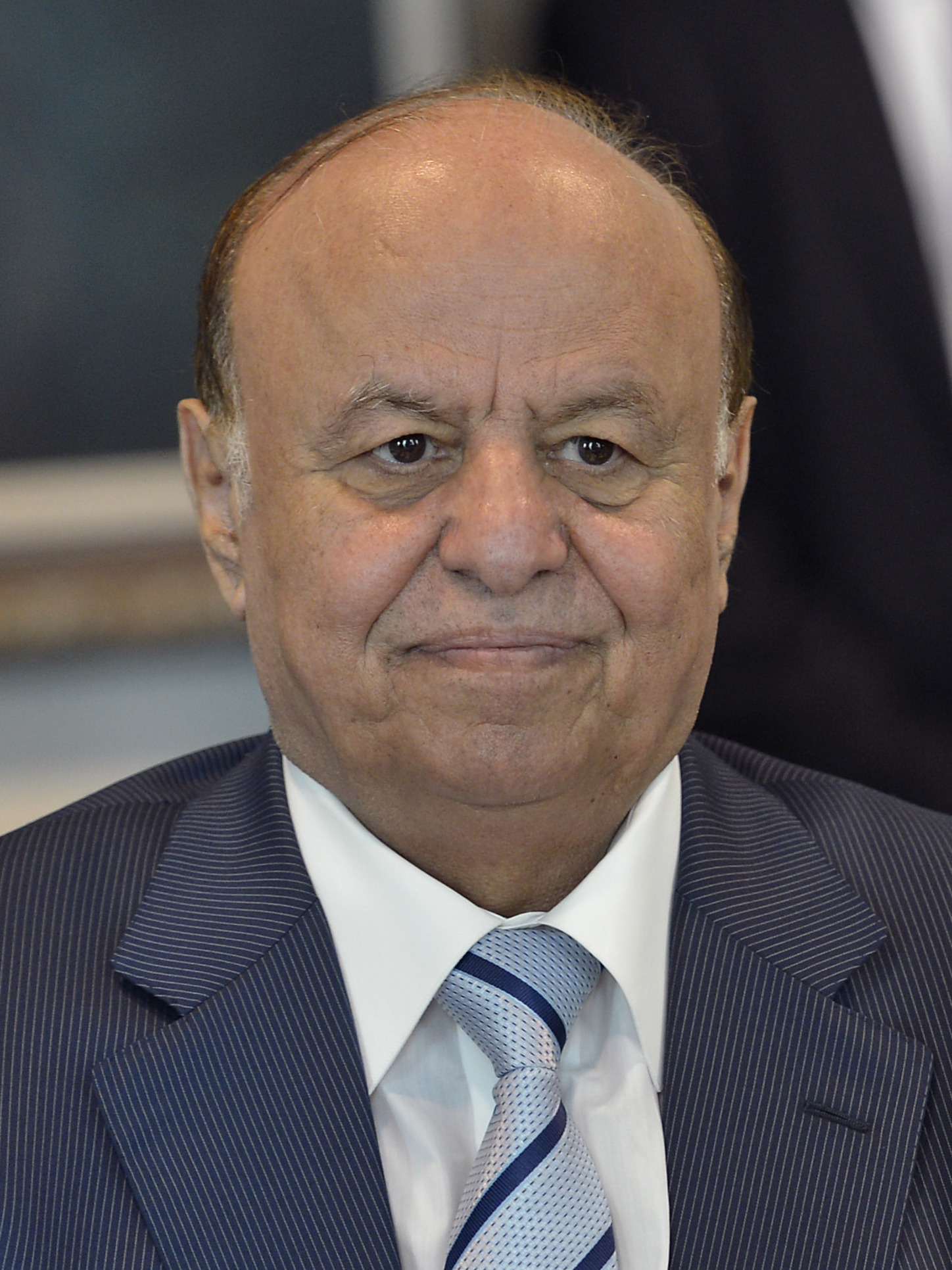
Abdrabbuh Mansur Hadi

Abdrabbuh Mansur Hadi (tiếng Ả Rập: عبد ربه منصور هادي [ʕæbd rɑbːʊh mɑnsˤuːr hæːdiː]; sinh vào 01 tháng 9 năm 1945) là một thiếu tướng và chính trị gia là người Yemen. Ông là Tổng thống Yemen từ 27 tháng 2 năm 2012, khi ông từ chức sau khi các Houthis chiếm giữ cung điện của đảng Cộng hòa. Ông đã từng là Phó tổng thống từ năm 1994 đến năm 2012. Từ 4 tháng 6 và ngày 23 tháng 9 năm 2011, ông là quyền Tổng thống của Yemen trong khi Ali Abdullah Saleh đã trải qua điều trị y tế ở Ả Rập Xê Út sau một cuộc tấn công vào dinh tổng thống trong cuộc nổi dậy Yemen năm 2011.
Ngày 22 tháng 1 năm 2015, Abdrabbuh Mansur Hadi, thủ tướng Khaled Bahah cùng toàn bộ nội các tuyên bố từ chức sau vụ đảo chính bởi phiến quân Shia. Một tháng sau đó, ông ta trốn về quê hương ở Aden, hủy bỏ quyết định từ chức, lên án việc nắm quyền của nhóm Houthi là vi hiến. Ngày 25 tháng 3 năm 2015, Hadi đã trốn khỏi Yemen khi lực lượng Houthi tiến tới Aden. Ông ta tới Riyadh ngày hôm sau khi Ả Rập Xê Út bắt đầu ném bom Yemen để ủng hộ chính phủ của ông ta.